# Mercedes-Benz W204
Mercedes-Benz W204 — третє покоління C-Класу, Він вироблявся та продавався Mercedes-Benz у варіантах кузова седан (2007—2014), універсал/універсал (2008—2014) і купе (2011—2015), що офіційно було представлене 2007 року на Женевському автосалоні, прийшло на зміну моделі W203.
У 2014 році на зміну W204 прийшов автомобіль Mercedes-Benz W205. Проте, варіант в кузові купе продавався аж до 2016 року. Всього компанія Mercedes-Benz продала більше 2,4 млн автомобілів Mercedes-Benz W204 по всьому світу.

## Опис моделі
Нове, четверте покоління Mercedes-Benz C-Класу, існує у двох варіантах кузова: седан (індекс W204), універсал (індекс S204). У 2010 році здійснено рестайлінг моделі та укомплектування новими силовими агрегатами, як дизельними так і бензиновими.

### Седан
Порівняно з попередником (W203), нова модель отримала повністю інший дизайн, стала брутальнішою. Витончені грані, нова решітка радіатора, яка виконана окремо від капоту, все чітко вивірено та лаконічно.

#### Інтер'єр
Інтер'єр моделі разом з якістю матеріалів є одним із найкращих у своєму класі. Традиційно для Mercedes всі деталі інтер'єру, як і весь автомобіль, служать для створення водієві та пасажирам максимального комфорту. Тут зустрічаються матеріали із благородних металів, різні відтінки шкіри та вставки із натурального дерева або алюмінію. Для задніх пасажирів у автомобілі створено серйозний простір для 3-х пасажирів.

#### Технічні інновації
Інженери приклали максимум зусиль задля покращення безпеки автомобіля. Система Pre-safe, яка забезпечує додатковий натяг ременів безпеки при аварійній ситуації; вікна та люк, що автоматично замикаються і сидіння що приймають оптимальне положення. Автомобіль укомплектований великою кількістю подушок безпеки, надувних гардинок. Також до для забезпечення кращої безпеки в автомобіль включено адаптивну гальмівну систему, ABS, ESP, активні амортизатори.
Електроніка в автомобілі відіграє дуже важливу роль. Максимальна зручність та задоволення від автомобіля деякою мірою і заслуга її. Головною електронною системою автомобіля є система Comand APS, до складу якої входять стереосистема, навігація, радіо та ін. Всі дані відображаються на центральному дисплеї, що виїжджає при запуску двигуна з верхньої частини консолі. Меню повністю доступне, змінювати конфігурації систем чи вибирати радіостанції можна зручним джойстиком круглої форми, що розташований між передніми сидіннями біля підлокітника водія, задля комфортнішого користування ним.

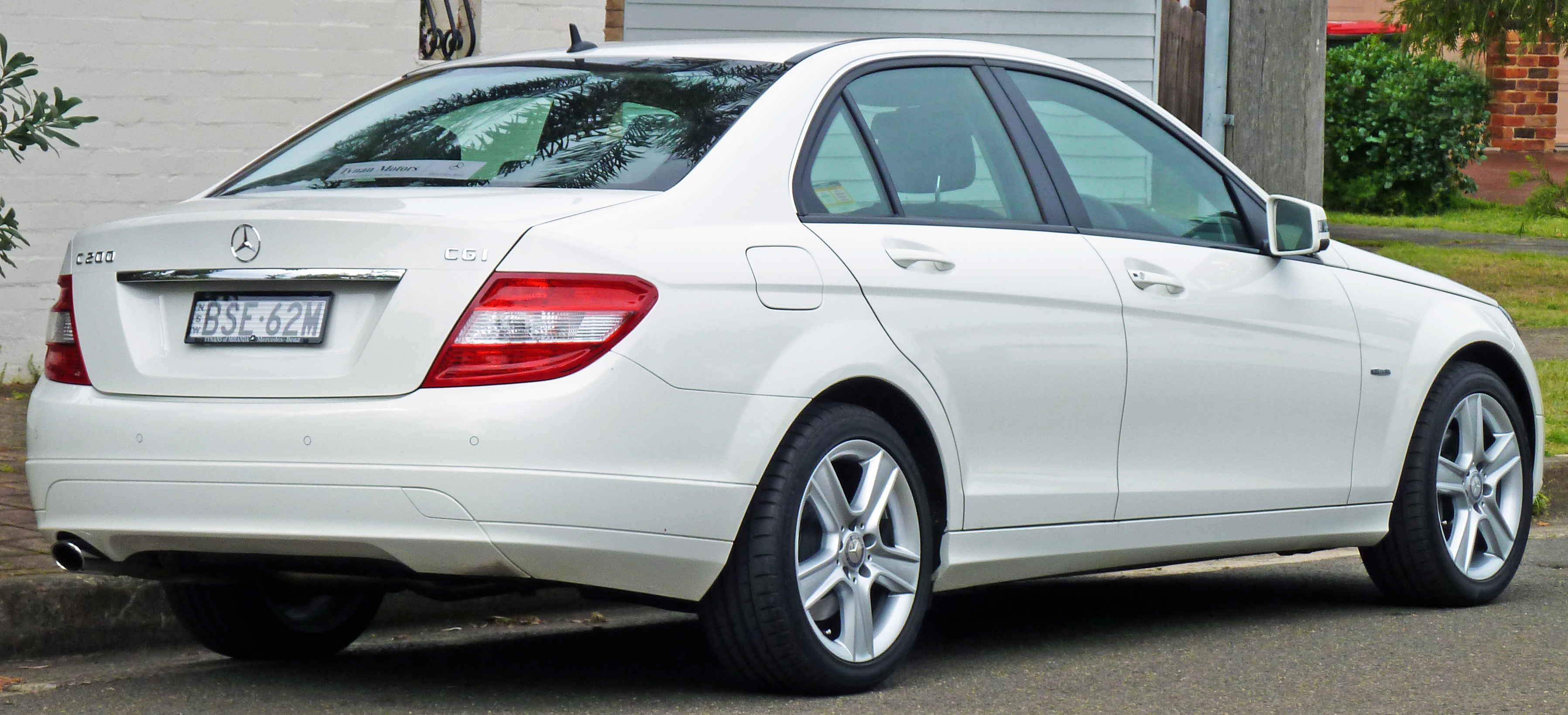
Mercedes-Benz C 200 CGI Classic (2007-2011)
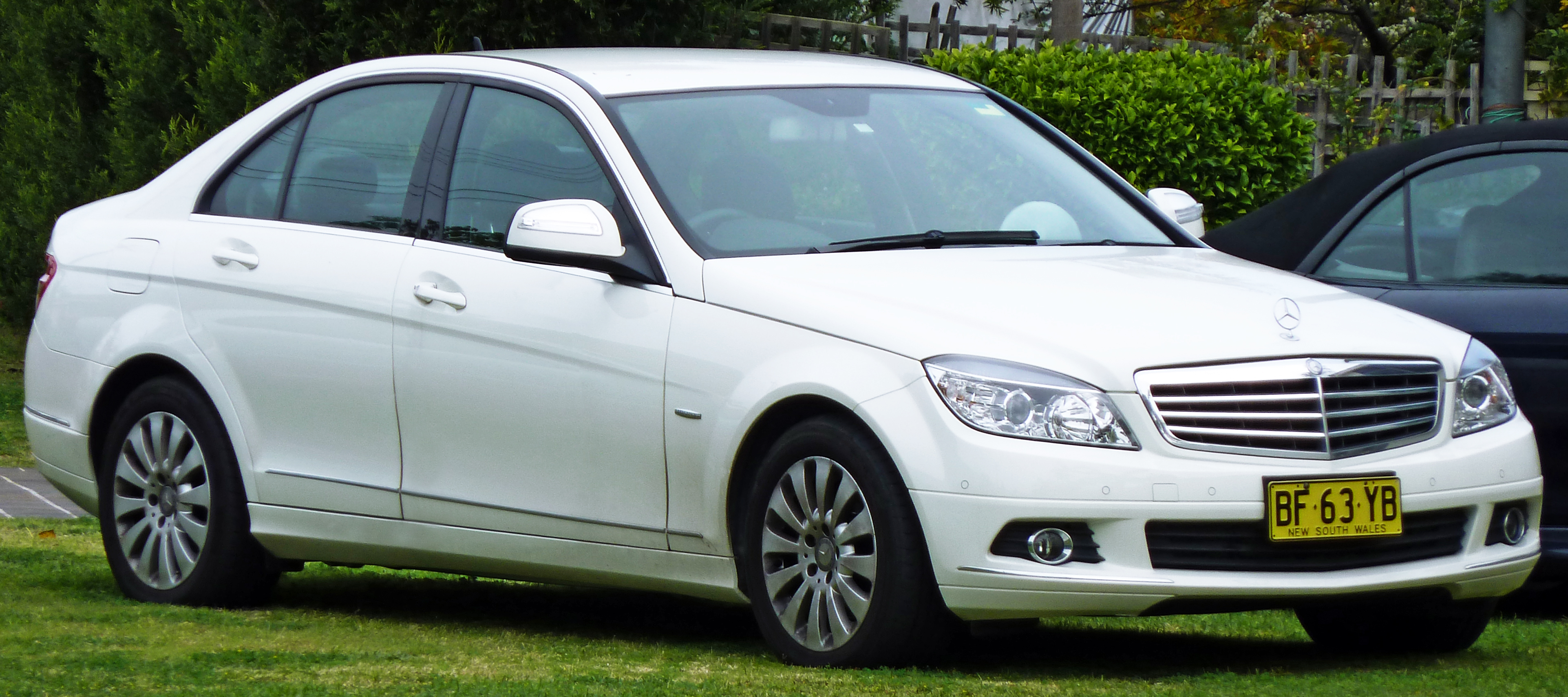
Mercedes-Benz C 220 CDI Elegance (2007-2011)
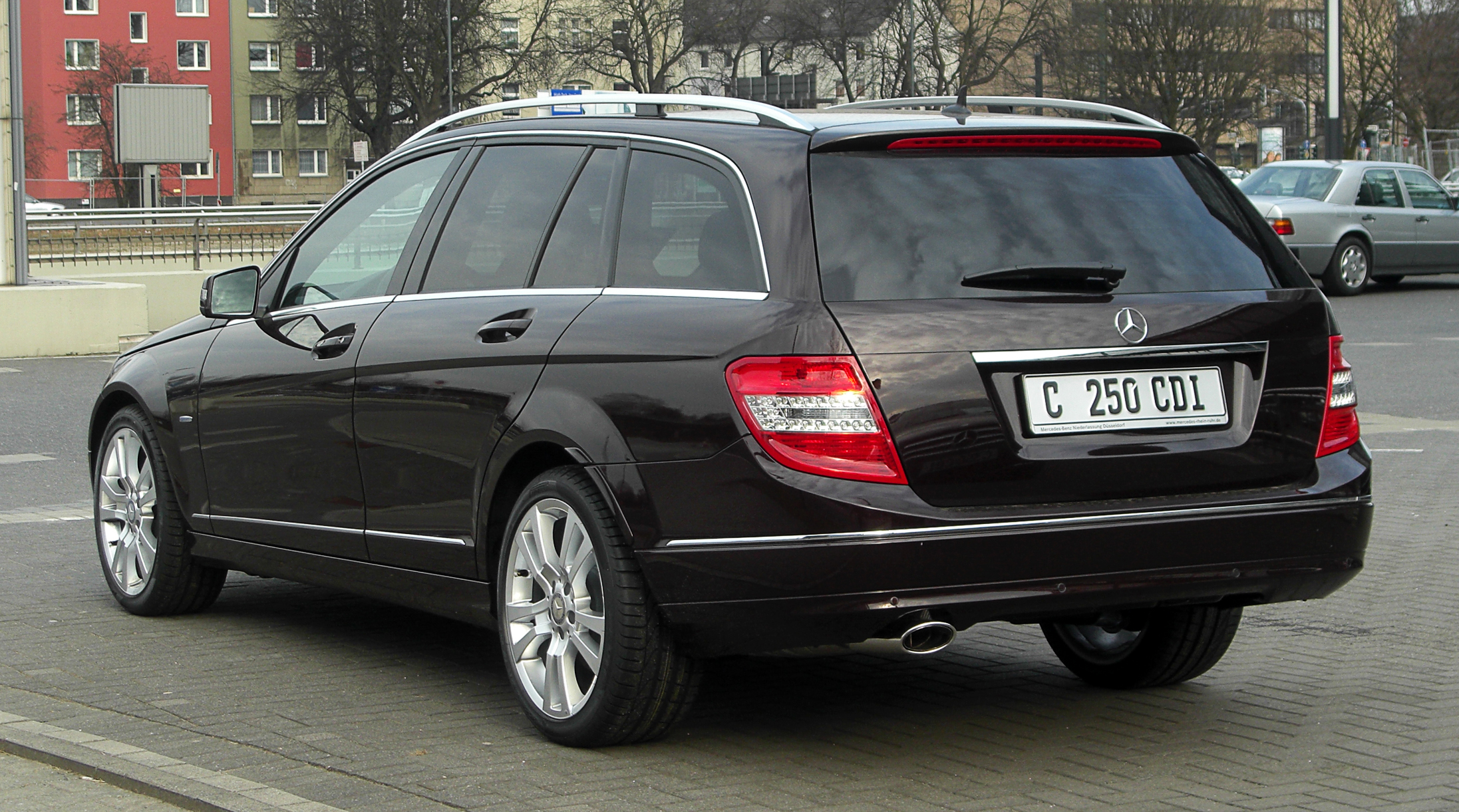
Mercedes-Benz C 250 CDI BlueEFFICIENCY T-Modell Avantgarde (2008-2011)
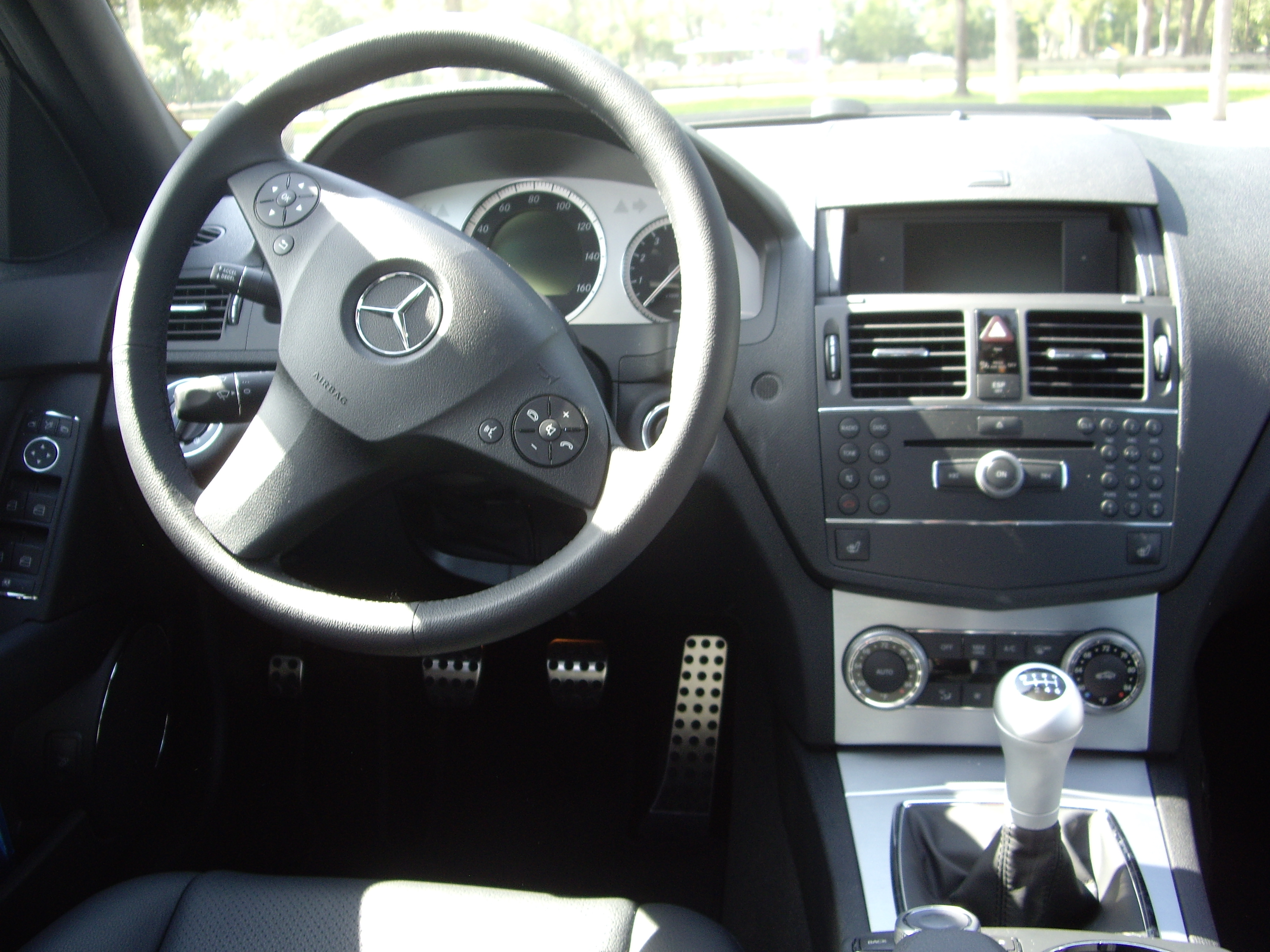
Салон Mercedes-Benz C 300 Avantgarde (2007-2011)

## Рестайлінг (2011)

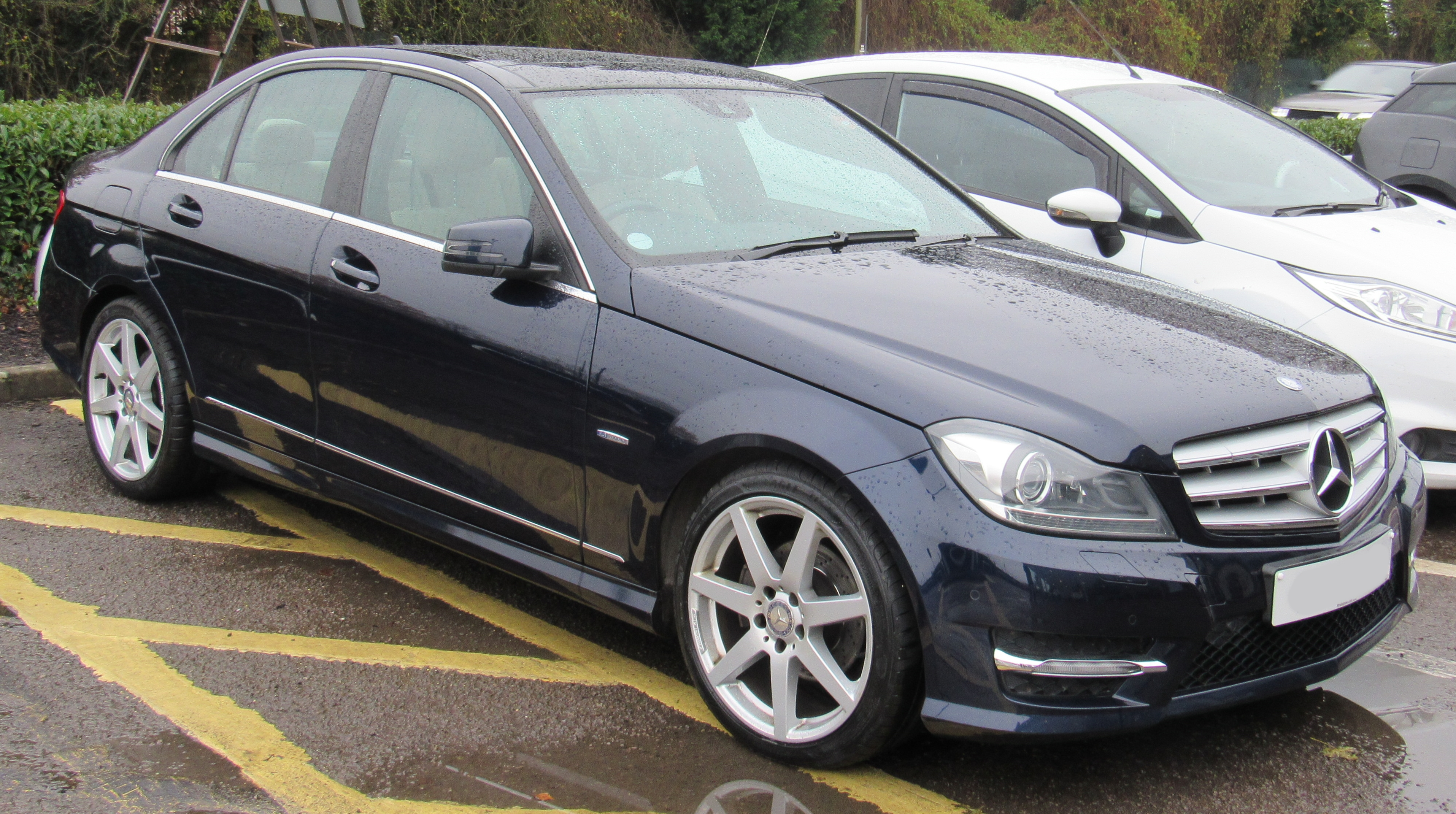
Mercedes-Benz C 220 CDI BlueEFFICIENCY

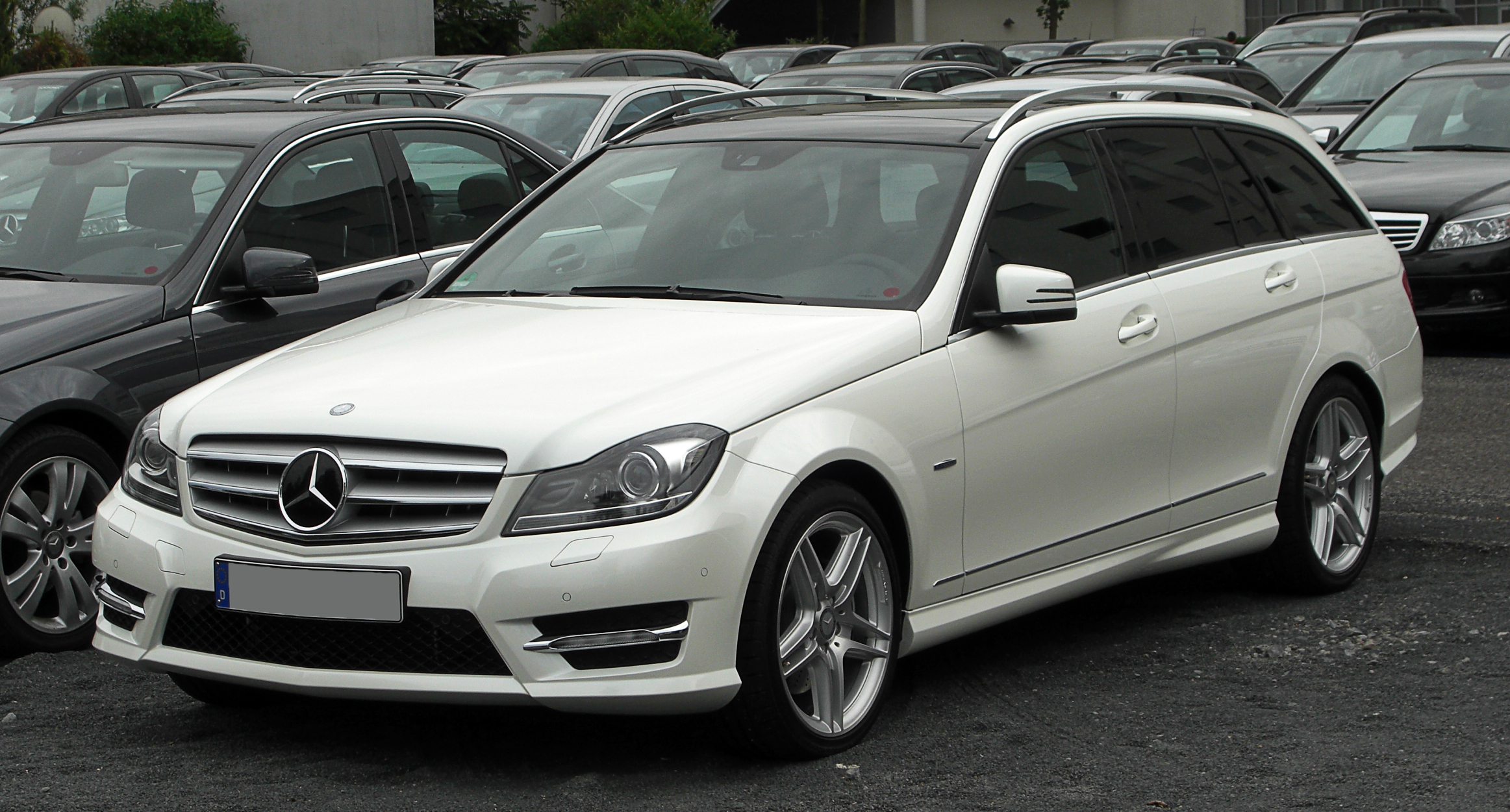
Mercedes-Benz C 350 BlueEFFICIENCY T-Modell Avantgarde Sport-Paket AMG

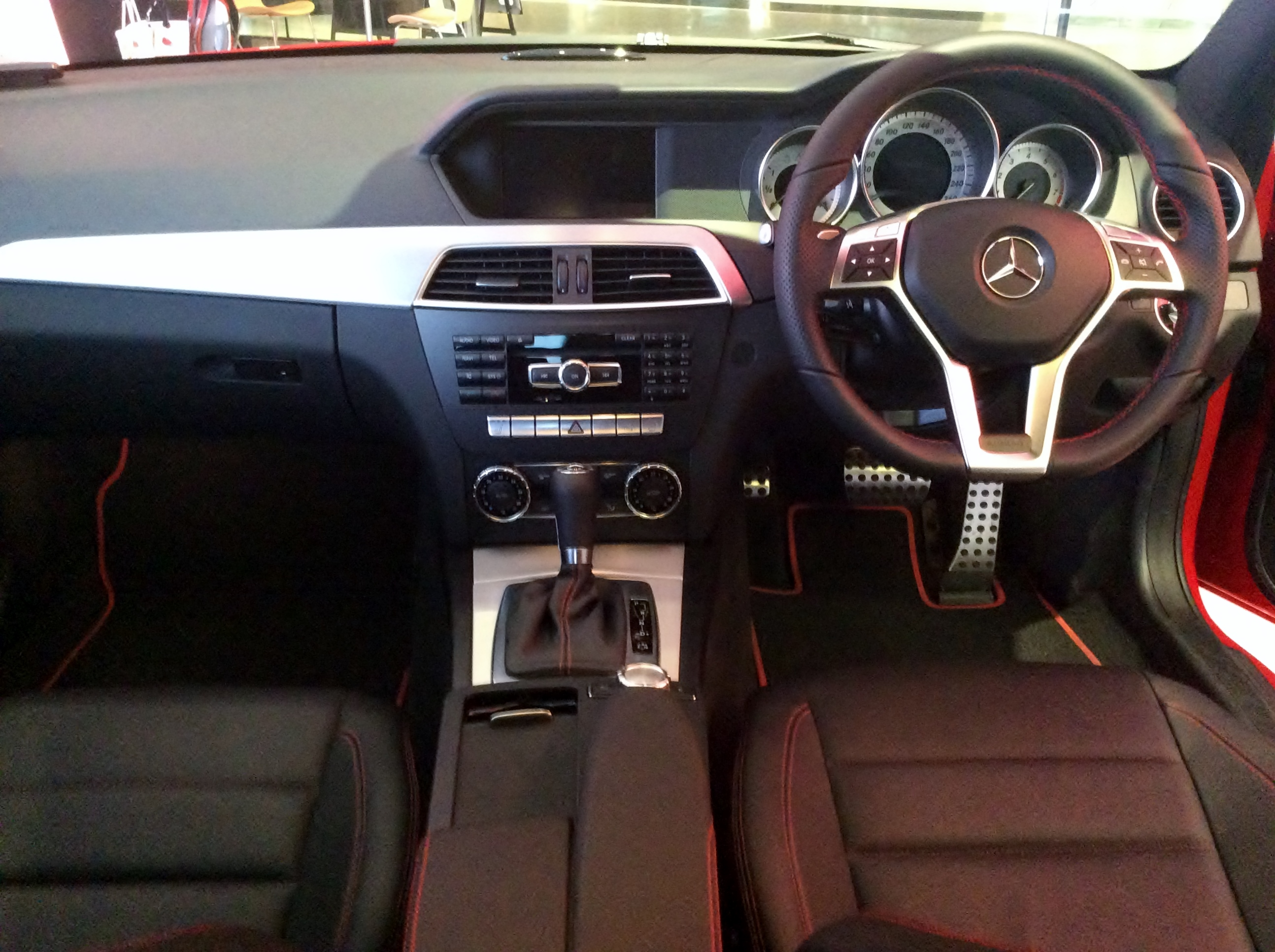

В кінці 2010 року почали з'являтися інформація і шпигунські фотографії фейсліфтінгу Мерседеса С-класу. У грудні були оприлюднені знімки автомобіля без камуфляжу, а саму оновлену модель представили на Детройтському автосалоні вже в січні 2011 року. Оновлена «Цешка» може похвалитися більш ніж 2000 новими деталями. В Європі оновлена модель доступна для покупки вже з січня 2011 року. Крім того в рамках C-класу з'являться автомобілі з кузовом купе, прем'єра яких відбулася на Женевському автосалоні в березні 2011 року.
Зміни кидаються в очі просто кинувши погляд на машину: це нові «L-подібні» з підведенням світлодіодів і DRL, передній і задній бампера і ліхтарі. Внутрішньо автомобіль став схожий на старших братів в особі Е-класу та CLS-класу. Зміни торкнулися не тільки інтер'єру та екстер'єру, але і технічної начинки. Тепер замість старої бензинової «шестірки» 3.5 CGI (292 к.с., 365 Нм) ставиться новий V6 3.5 CGI нового зразка, який видає 306 к.с. і 370 Нм, який дебютував на Mercedes-Benz CLS другого покоління. У парі до двигунів пропонується модернізований автомат 7G-Tronic Plus з функцією «стоп-старт» і додатковим екологічним алгоритмом ECO.
Автомобіль буквально напханий електронними системами: система стеження за втомою водія Attention Assist, адаптивні фари, система стеження за розміткою (і утримують машину в межах смуги) і мертвими зонами, активний круїз-контроль Distronic Plus, технологія превентивної безпеки Pre-Safe з функцією автоматичного гальмування перед перешкодою, а також система автоматичного паркування.

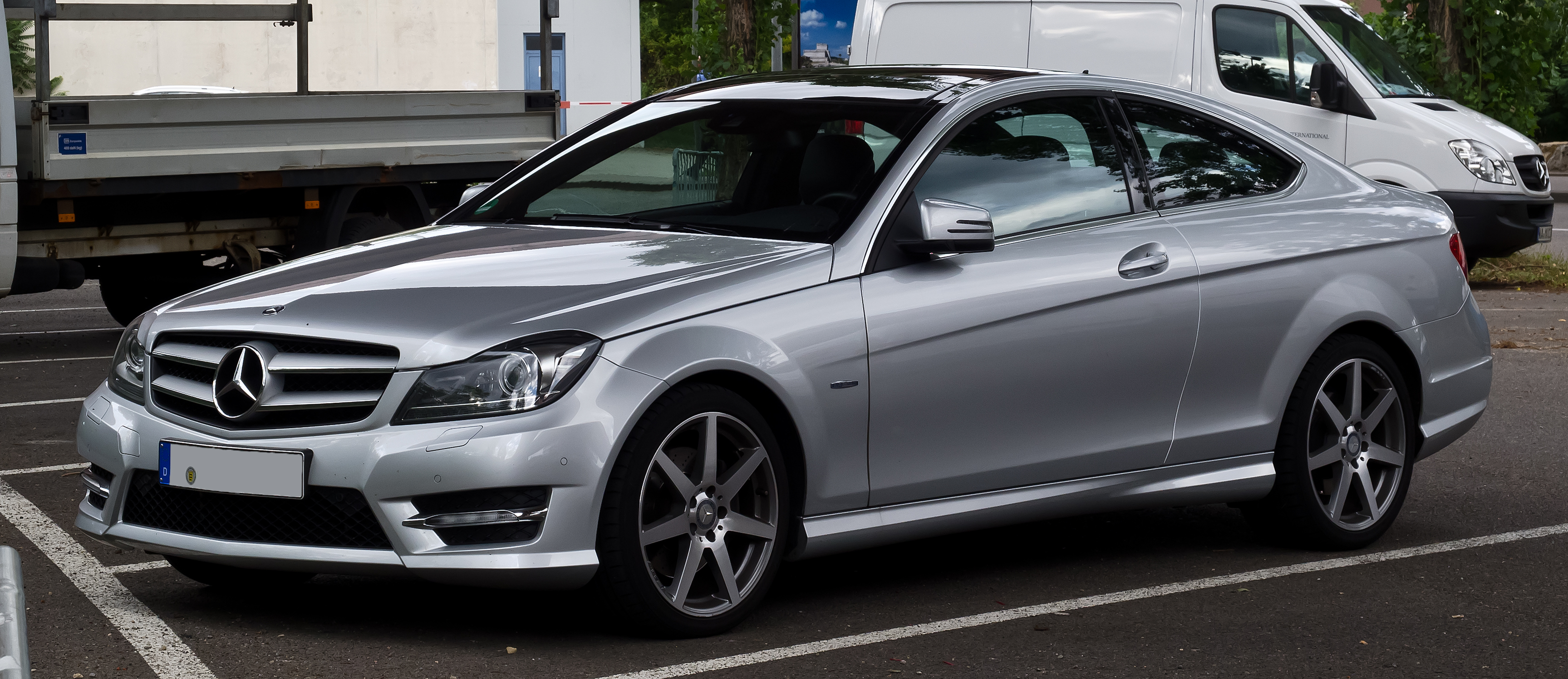
Mercedes-Benz C 350 BlueEFFICIENCY Coupé Sport-Paket AMG (C 204)

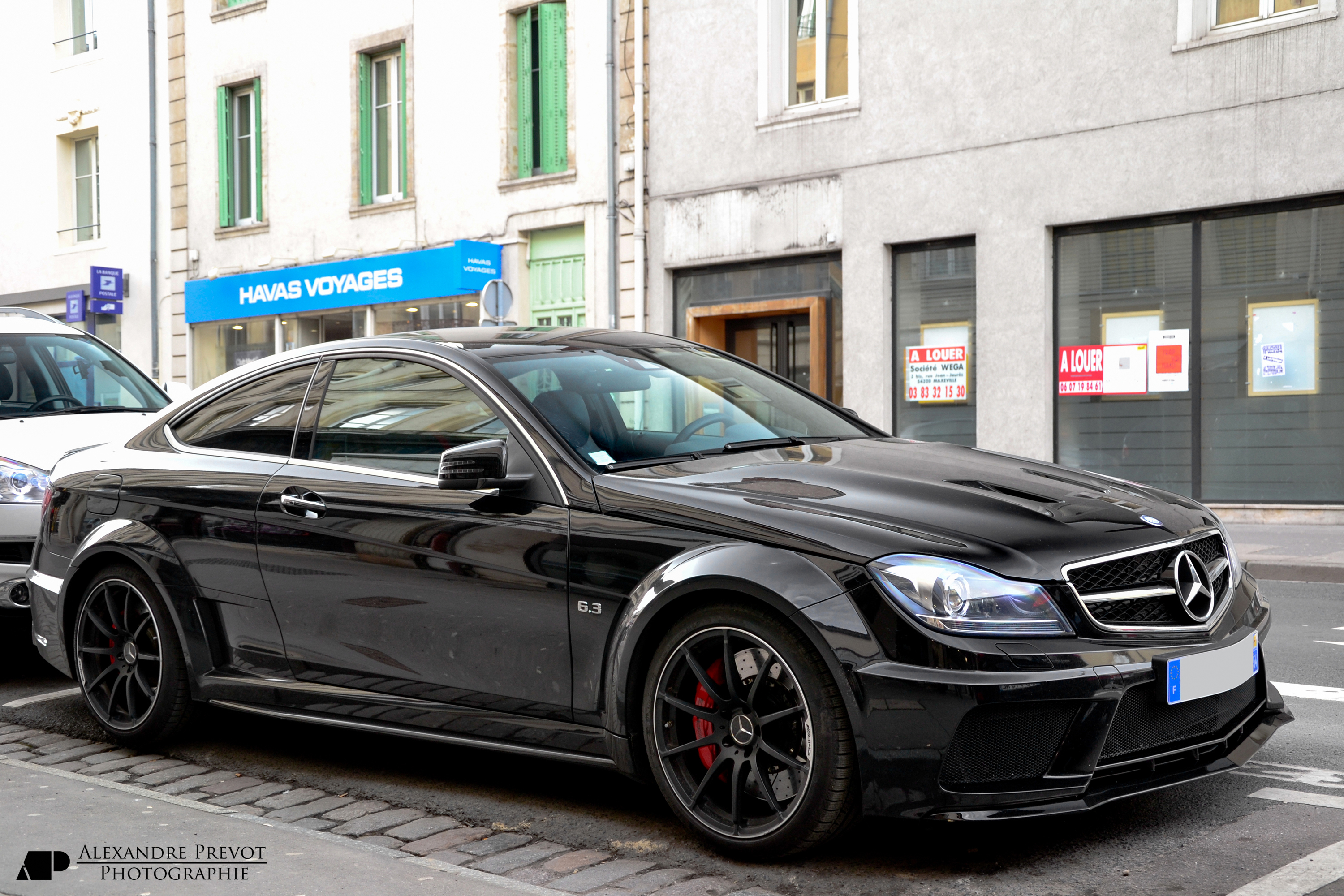
Mercedes-Benz C63 AMG Coupé Black Series

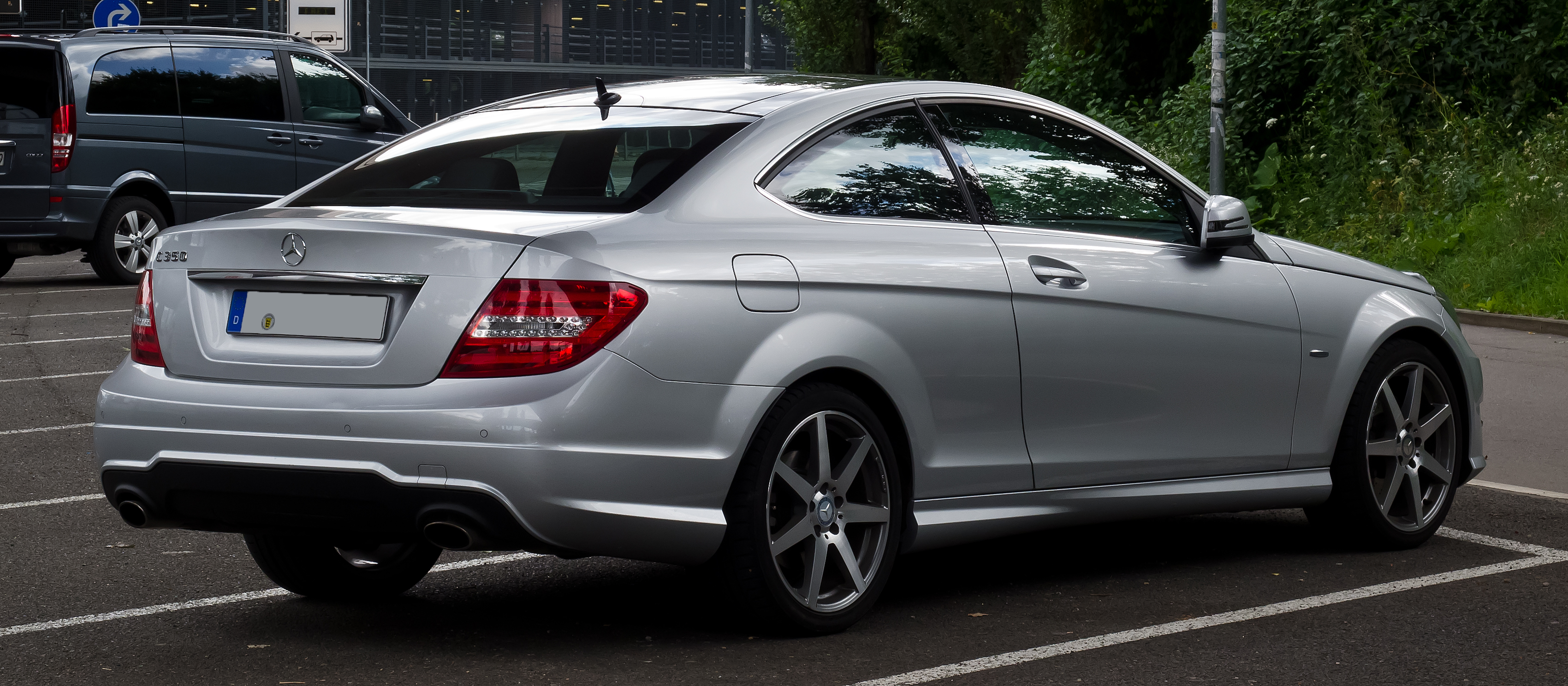
Mercedes-Benz C 350 BlueEFFICIENCY Coupé Sport-Paket AMG (C 204)

### Купе (C 204)
В середині лютого 2011 року компанія Mercedes-Benz оприлюднила інформацію про модифікацію С-класу з кузовом купе (заводський індекс C204). Прем'єра відбулася на автосалоні в Женеві. В Європі купе доступне з трьома бензиновими і двома дизельними двигунами: C 180 CGI (156 к.с.), C 250 CGI (204 к.с.), C 350 CGI (306 к.с.), C 220 CDI (170 к.с.) і C 250 CDI (204 к.с.). Інтер'єр автомобіля аналогічний седану. Однак, купе отримує сидіння віл купе Е-класу і кермо від CLS-класу. На відміну від інших купе Mercedes-Benz, ця модель має центральну стійку і фіксовані, нерухомі задні бічні вікна.
AMG версія моделі під назвою C63 AMG Coupe представлена в червні 2011 року.
З випуском купе представлена спеціальна версія Edition 1, що включає, серед іншого, спортивний пакет AMG, а також стиль пакет для інтер'єру і два додаткових опційних кольори.
Влітку 2011 року Mercedes-Benz представив C63 AMG Coupe Black Series, яка оснащена спортивною підвіскою та шасі і має потужність 517 к.с. (380 кВт). Модель була випущена в січні 2012 року. Автомобіль виготовиться обмеженою серією в кількості 600 автомобілів.
Для Великої Британії було випущено лімітовану серію більш заряджених седанів та універсалів C63 з приставкою DR520 [Архівовано 20 жовтня 2021 у Wayback Machine.]. Їх потужність становила 520 к.с., що на 60 к.с. більше, ніж у стандартного С63 AMG. Всього випущено 20 (або ж по 20 у кожному кузові) автомобілів.

## Варіанти виконання

### С180 KOMPRESSOR
У комплектацію автомобіля входить чотирьохциліндровий, бензиновий двигун з компресорним наддувом, та двома варіантами КПП: 6 ступічнастою механікою та 5 ступічастою АКПП. У двигуні, традиційно для Mercedes, використано поршні, із внутрішньою камерою згоряння. Викиди CO2 у змішаному циклі становлять 177—185 г/км².
- Таблиця технічної характеристики автомобіля, в дужках вказано значення для автомобіля з АКПП.

| Mercedes-Benz C 180 KOMPRESSOR                   | Mercedes-Benz C 180 KOMPRESSOR                                                     |
| ------------------------------------------------ | ---------------------------------------------------------------------------------- |
| Двигун                                           |                                                                                    |
| Кількість циліндрів                              | 4                                                                                  |
| Розміщення циліндрів                             | R4                                                                                 |
| Робочий об'єм (см³)                              | 1796                                                                               |
| Номінальна потужність (кВт [к.с.] при об/хв)     | 115 [156]/5.200                                                                    |
| Номінальний крутний момент (Нм при об/хв)        | 230/2.800–4.600                                                                    |
| Ступінь стиску                                   | 9,3:1                                                                              |
| Розгін від 0 до 100 км/год                       | 9,5 (9,9)                                                                          |
| Максимальна швидкість, км/год                    | 223 (220)                                                                          |
| Трансмісія                                       |                                                                                    |
| Привід                                           | Задній                                                                             |
| КПП                                              | 6-ступінчаста, механічна (5-ступінчаста АКПП)                                      |
| Передатні числа(механічна)                       | 4,46/ 2,61/ 1,72/ 1,25/ 1,00/ 0,84/ R 4,06                                         |
| Передатні числа(АКПП)                            | 3,95/ 2,42/ 1,49/ 1,00/ 0,83/ R 3,15                                               |
| Передатне число головної передачі                | 3,07                                                                               |
| Витрата палива                                   |                                                                                    |
| Місткість паливного бака (включаючи резерв), л   | 66/8                                                                               |
| Витрата палива в міському циклі, л/100км         | 10,5 (10,7)-10,7 (10,9)                                                            |
| Витрата палива на магістралі, л/100км            | 5,6 (5,8)-5,8 (6,0)                                                                |
| Витрата палива у змішаному циклі, л/100км        | 7,4 (7,6)-7,6 (7,8)                                                                |
| Коефіцієнт аеродинамічного опору                 | 0,29                                                                               |
| Категорія викидів                                | EU4                                                                                |
| Шасі                                             |                                                                                    |
| Передня підвіска                                 | Трьохважільна                                                                      |
| Задня підвіска                                   | Багатоважільна                                                                     |
| Типи амортизаторів, передні/задні                | Телескопічні, двосторонньої дії, із спіральними пружинами/із спіральними пружинами |
| Шини/диски передня вісь                          | 195/60 R 16 89 V                                                                   |
| Шини/диски задня вісь                            | 195/60 R 16 89 V                                                                   |
| Передні гальмівні механізми                      | Дискові, вентилюючі                                                                |
| Задні гальмівні механізми                        | Дискові                                                                            |
| Основні розміри, маси та ємкості                 |                                                                                    |
| Повна маса                                       | 1.970 (1.985)                                                                      |
| Маса автомобіля/Вантажопідйомність               | 1.485 (1.500)/485                                                                  |
| Максимальне навантаження на дах автомобіля, (кг) | 100                                                                                |
| Місткість багажного відділення, (л)              | 475                                                                                |
| Діаметр повороту, (м)                            | 10,84                                                                              |

### C 180 KOMPRESSOR BlueEFFICIENCY
| Mercedes-Benz C 180 KOMPRESSOR BlueEFFICIECY     | Mercedes-Benz C 180 KOMPRESSOR BlueEFFICIECY                                       |
| ------------------------------------------------ | ---------------------------------------------------------------------------------- |
| Двигун                                           |                                                                                    |
| Кількість циліндрів                              | 4                                                                                  |
| Розміщення циліндрів                             | R4                                                                                 |
| Робочий об'єм (см³)                              | 1.597                                                                              |
| Номінальна потужність (кВт [к.с.] при об/хв)     | 115 [156]/5.200                                                                    |
| Номінальний крутний момент (Нм при об/хв)        | 230/2.800–4.600                                                                    |
| Ступінь стиску                                   | 9,3:1                                                                              |
| Розгін від 0 до 100 км/год                       | 9,5                                                                                |
| Максимальна швидкість, км/год                    | 223                                                                                |
| Трансмісія                                       |                                                                                    |
| Привід                                           | Задній                                                                             |
| КПП                                              | 6-ступінчаста, механічна                                                           |
| Передатні числа(механічна)                       | 4,46/ 2,61/ 1,72/ 1,25/ 1,00/ 0,84/ R 4,06                                         |
| Передатні числа(АКПП)                            |                                                                                    |
| Передатне число головної передачі                | 2,87                                                                               |
| Витрата палива                                   |                                                                                    |
| Місткість паливного бака (включаючи резерв), л   | 66/8                                                                               |
| Витрата палива в міському циклі, л/100км         | 9,2-9,5                                                                            |
| Витрата палива на магістралі, л/100км            | 5,0-5,3                                                                            |
| Витрата палива у змішаному циклі, л/100км        | 6,5-6,8                                                                            |
| Коефіцієнт аеродинамічного опору                 | 0,29                                                                               |
| Категорія викидів                                | EURO4                                                                              |
| Шасі                                             |                                                                                    |
| Передня підвіска                                 | Трьохважільна                                                                      |
| Задня підвіска                                   | Багатоважільна                                                                     |
| Типи амортизаторів, передіні/задні               | Телескопічні, двосторонньої дії, із спіральними пружинами/із спіральними пружинами |
| Шини/диски передня вісь                          | 195/60 R 16 89 V                                                                   |
| Шини/диски задня вісь                            | 195/60 R 16 89 V                                                                   |
| Передні гальмівні механізми                      | Дискові, вентилюючі                                                                |
| Задні гальмівні механізми                        | Дискові                                                                            |
| Основні розміри, маси та ємкості                 |                                                                                    |
| Повна маса                                       | 1.950                                                                              |
| Маса автомобіля/Вантажопідйомність               | 1.465/485                                                                          |
| Максимальне навантаження на дах автомобіля, (кг) | 100                                                                                |
| Місткість багажного відділення, (л)              | 475                                                                                |
| Діаметр повороту, (м)                            | 10,84                                                                              |

### C 200 KOMPRESSOR
У комплектацію автомобіля входить чотирьохтактний, чотирьохциліндровий, бензиновий двигун з компресорним наддувом та механічна або автоматична КПП. У таблиці вказані технічні характеристики моделі, в дужках вказано значення для автомобіля з АКПП.
| Mercedes-Benz C 200 KOMPRESSOR                   | Mercedes-Benz C 200 KOMPRESSOR                                                     |
| ------------------------------------------------ | ---------------------------------------------------------------------------------- |
| Двигун                                           |                                                                                    |
| Кількість циліндрів                              | 4                                                                                  |
| Розміщення циліндрів                             | R4                                                                                 |
| Робочий об'єм (см³)                              | 1796                                                                               |
| Номінальна потужність (кВт [к.с.] при об/хв)     | 135 [184]/5.500                                                                    |
| Номінальний крутний момент (Нм при об/хв)        | 250/2.800–5.000                                                                    |
| Ступінь стиску                                   | 8,5:1                                                                              |
| Розгін від 0 до 100 км/год                       | 8,6 (8,8)                                                                          |
| Максимальна швидкість, км/год                    | 235 (230)                                                                          |
| Трансмісія                                       |                                                                                    |
| Привід                                           | Задній                                                                             |
| КПП                                              | 6-ступінчаста, механічна (5-ступінчаста АКПП)                                      |
| Передатні числа(механічна)                       | 4,46/ 2,61/ 1,72/ 1,25/ 1,00/ 0,84/ R 4,06                                         |
| Передатні числа(АКПП)                            | 3,95/ 2,42/ 1,49/ 1,00/ 0,83/ R1 3,15/ R2 1,93                                     |
| Передатне число головної передачі                | 3,07                                                                               |
| Витрата палива                                   |                                                                                    |
| Місткість паливного бака (включаючи резерв), л   | 66/8                                                                               |
| Витрата палива в міському циклі, л/100км         | 10,5 (11,0)–10,7 (11,2)                                                            |
| Витрата палива на магістралі, л/100км            | 5,8 (6,1)–6,0 (6,3)                                                                |
| Витрата палива у змішаному циклі, л/100км        | 7,6 (7,9)–7,8 (8,1)                                                                |
| Коефіцієнт аеродинамічного опору                 | 0,29                                                                               |
| Категорія викидів                                | EU4                                                                                |
| Шасі                                             |                                                                                    |
| Передня підвіска                                 | Трьохважільна                                                                      |
| Задня підвіска                                   | Багатоважільна                                                                     |
| Типи амортизаторів, передіні/задні               | Телескопічні, двосторонньої дії, із спіральними пружинами/із спіральними пружинами |
| Шини/диски передня вісь                          | 205/55 R 16 91 V                                                                   |
| Шини/диски задня вісь                            | 205/55 R 16 91 V                                                                   |
| Передні гальмівні механізми                      | Дискові, вентилюючі                                                                |
| Задні гальмівні механізми                        | Дискові                                                                            |
| Основні розміри, маси та ємкості                 |                                                                                    |
| Повна маса                                       | 1.975 (1.990)                                                                      |
| Маса автомобіля/Вантажопідйомність               | 1.490 (1.505)/485                                                                  |
| Максимальне навантаження на дах автомобіля, (кг) | 100                                                                                |
| Місткість багажного відділення, (л)              | 475                                                                                |
| Діаметр повороту, (м)                            | 10,84                                                                              |

### C 200CDI
| Mercedes-Benz C 200 CDI                          | Mercedes-Benz C 200 CDI                                                            |
| ------------------------------------------------ | ---------------------------------------------------------------------------------- |
| Двигун                                           |                                                                                    |
| Кількість циліндрів                              | 4                                                                                  |
| Розміщення циліндрів                             | R4                                                                                 |
| Робочий об'єм (см³)                              | 2.148                                                                              |
| Номінальна потужність (кВт [к.с.] при об/хв)     | 100 [136]/3.600–4.200 (100[136]/3.400-4.200)                                       |
| Номінальний крутний момент (Нм при об/хв)        | 270/1.600–3.400 (270/1.600-3.000)                                                  |
| Ступінь стиску                                   | 17,5 : 1                                                                           |
| Розгін від 0 до 100 км/год                       | 10,4 (10,2)                                                                        |
| Максимальна швидкість, км/год                    | 215 (213)                                                                          |
| Трансмісія                                       |                                                                                    |
| Привід                                           | Задній                                                                             |
| КПП                                              | 6-ступінчаста механічна коробка передач (5-ступінчаста АКПП)                       |
| Передатні числа(механічна)                       | 4,99/2,82/1,78/1,25/1,00/0,82/R 4,54                                               |
| Передатні числа(АКПП)                            | 3,95/2,42/1,49/1,00/0,83/R1 3,15/R2 1,93                                           |
| Передатне число головної передачі                | 2,65                                                                               |
| Витрата палива                                   |                                                                                    |
| Місткість паливного бака (включаючи резерв), л   | 66 / 8                                                                             |
| Витрата палива в міському циклі, л/100км         | 7,7 (9,0)–8,2 (9,2)                                                                |
| Витрата палива на магістралі, л/100км            | 4,5 (5,0)–4,9 (5,3)                                                                |
| Витрата палива у змішаному циклі, л/100км        | 5,7 (6,5)–6,1 (6,7)                                                                |
| Коефіцієнт аеродинамічного опору                 | 0,26                                                                               |
| Категорія викидів                                | EURO4                                                                              |
| Шасі                                             |                                                                                    |
| Передня підвіска                                 | Трьохважільна                                                                      |
| Задня підвіска                                   | Багатоважільна                                                                     |
| Типи амортизаторів, передіні/задні               | Телескопічні, двосторонньої дії, із спіральними пружинами/із спіральними пружинами |
| Шини/диски передня вісь                          | 195/60 R 16 89 V                                                                   |
| Шини/диски задня вісь                            | 195/60 R 16 89 V                                                                   |
| Передні гальмівні механізми                      | Дискові, вентилюючі                                                                |
| Задні гальмівні механізми                        | Дискові                                                                            |
| Основні розміри, маси та ємкості                 |                                                                                    |
| Повна маса                                       | 2.045 (2.045)                                                                      |
| Маса автомобіля/Вантажопідйомність               | 1.560 (1.575)/485 (485                                                             |
| Максимальне навантаження на дах автомобіля, (кг) | 100                                                                                |
| Місткість багажного відділення, (л)              | 475                                                                                |
| Діаметр повороту, (м)                            | 10,84                                                                              |
| Дозволена маса буксирувального елементу, (кг)    | 1800                                                                               |

### C 200CDIBlueEFFICIENCY
| Mercedes-Benz C 200 CDI BlueEFFICIENCY           | Mercedes-Benz C 200 CDI BlueEFFICIENCY                                             |
| ------------------------------------------------ | ---------------------------------------------------------------------------------- |
| Двигун                                           |                                                                                    |
| Кількість циліндрів                              | 4                                                                                  |
| Розміщення циліндрів                             | R4                                                                                 |
| Робочий об'єм (см³)                              | 2.148                                                                              |
| Номінальна потужність (кВт [к.с.] при об/хв)     | 100 [136]/3.600–4.200                                                              |
| Номінальний крутний момент (Нм при об/хв)        | 270/1.600–3.400                                                                    |
| Ступінь стиску                                   | 17,5 : 1                                                                           |
| Розгін від 0 до 100 км/год                       | 10,4                                                                               |
| Максимальна швидкість, км/год                    | 220                                                                                |
| Трансмісія                                       |                                                                                    |
| Привід                                           | Задній                                                                             |
| КПП                                              | 6-ступінчаста механічна коробка передач                                            |
| Передатні числа(механічна)                       | 4,99 / 2,82 / 1,78 / 1,25 / 1,00 / 0,82 / R4, 54                                   |
| Передатні числа(АКПП)                            |                                                                                    |
| Передатне число головної передачі                | 2,65                                                                               |
| Витрата палива                                   |                                                                                    |
| Місткість паливного бака (включаючи резерв), л   | 59 / 8                                                                             |
| Витрата палива в міському циклі, л/100км         | 6,7-6,9                                                                            |
| Витрата палива на магістралі, л/100км            | 4,1-4,5                                                                            |
| Витрата палива у змішаному циклі, л/100км        | 5,1–5,4 5,1-5,4                                                                    |
| Коефіцієнт аеродинамічного опору                 | 0,26                                                                               |
| Категорія викидів                                | EURO4                                                                              |
| Шасі                                             |                                                                                    |
| Передня підвіска                                 | Трьохважільна                                                                      |
| Задня підвіска                                   | Багатоважільна                                                                     |
| Типи амортизаторів, передіні/задні               | Телескопічні, двосторонньої дії, із спіральними пружинами/із спіральними пружинами |
| Шини/диски передня вісь                          | 195/60 R 16 89 V                                                                   |
| Шини/диски задня вісь                            | 195/60 R 16 89 V                                                                   |
| Передні гальмівні механізми                      | Дискові, вентилюючі                                                                |
| Задні гальмівні механізми                        | Дискові                                                                            |
| Основні розміри, маси та ємкості                 |                                                                                    |
| Повна маса                                       | 1.990                                                                              |
| Маса автомобіля/Вантажопідйомність               | 1.505/485                                                                          |
| Максимальне навантаження на дах автомобіля, (кг) | 100                                                                                |
| Місткість багажного відділення, (л)              | 475                                                                                |
| Діаметр повороту, (м)                            | 10,84                                                                              |

### C 220 CDI BlueEFFICIECY
| Mercedes-Benz C 220 CDI BlueEFFICIENCY           | Mercedes-Benz C 220 CDI BlueEFFICIENCY                                             |
| ------------------------------------------------ | ---------------------------------------------------------------------------------- |
| Двигун                                           |                                                                                    |
| Кількість циліндрів                              | 4                                                                                  |
| Розміщення циліндрів                             | R4                                                                                 |
| Робочий об'єм (см³)                              | 2.143                                                                              |
| Номінальна потужність (кВт [к.с.] при об/хв)     | 125[170]/3.000–4.200                                                               |
| Номінальний крутний момент (Нм при об/хв)        | 400/1.400–2.800                                                                    |
| Ступінь стиску                                   | 16,2 :1                                                                            |
| Розгін від 0 до 100 км/год                       | 8,4 (7,7)                                                                          |
| Максимальна швидкість, км/год                    | 232 (231)                                                                          |
| Трансмісія                                       |                                                                                    |
| Привід                                           | Задній                                                                             |
| КПП                                              | 6-ступінчаста механічна коробка передач, або 5 ступінчаста АКПП                    |
| Передатні числа(механічна)                       | 4,99/2,82/1,78/1,25/1,00/0,82/R 4,54                                               |
| Передатні числа(АКПП)                            | 3,60/2,19/1,41/1,00/0,83/R1 3,17/R2 1,93                                           |
| Передатне число головної передачі                | 2,65                                                                               |
| Витрата палива                                   |                                                                                    |
| Місткість паливного бака (включаючи резерв), л   | 66/ 8                                                                              |
| Витрата палива в міському циклі, л/100км         | 6,2(8,1)-6,7(8,5)                                                                  |
| Витрата палива на магістралі, л/100км            | 4,0(4,4)-4,6(5,1)                                                                  |
| Витрата палива у змішаному циклі, л/100км        | 4,8(5,8)-5,4(6,4)                                                                  |
| Коефіцієнт аеродинамічного опору                 | 0,29                                                                               |
| Категорія викидів                                | EURO5                                                                              |
| Шасі                                             |                                                                                    |
| Передня підвіска                                 | Трьохважільна                                                                      |
| Задня підвіска                                   | Багатоважільна                                                                     |
| Типи амортизаторів, передіні/задні               | Телескопічні, двосторонньої дії, із спіральними пружинами/із спіральними пружинами |
| Шини/диски передня вісь                          | 205/55 R 16 91 V                                                                   |
| Шини/диски задня вісь                            | 205/55 R 16 91 V                                                                   |
| Передні гальмівні механізми                      | Дискові, вентилюючі                                                                |
| Задні гальмівні механізми                        | Дискові                                                                            |
| Основні розміри, маси та ємкості                 |                                                                                    |
| Повна маса                                       | 2.070 (2.070)                                                                      |
| Маса автомобіля/Вантажопідйомність               | 1.585 (1.605)/485 (485)                                                            |
| Максимальне навантаження на дах автомобіля, (кг) | 100                                                                                |
| Місткість багажного відділення, (л)              | 475                                                                                |
| Діаметр повороту, (м)                            | 10,84                                                                              |

### С 230
Одна із найкомфортніших комплектацій автомобіля для водія. Автомобіль має прекрасну динаміку та економічність.
| Mercedes-Benz C 230                              | Mercedes-Benz C 230                                                                |
| ------------------------------------------------ | ---------------------------------------------------------------------------------- |
| Двигун                                           |                                                                                    |
| Кількість циліндрів                              | 6                                                                                  |
| Розміщення циліндрів                             | V6                                                                                 |
| Робочий об'єм (см³)                              | 2.496                                                                              |
| Номінальна потужність (кВт [к.с.] при об/хв)     | 150 [204]/6.100                                                                    |
| Номінальний крутний момент (Нм при об/хв)        | 245/2.900–5.500                                                                    |
| Ступінь стиску                                   | 11,4:1                                                                             |
| Розгін від 0 до 100 км/год                       | 8,4 (8,6)                                                                          |
| Максимальна швидкість, км/год                    | 240 (233)                                                                          |
| Трансмісія                                       |                                                                                    |
| Привід                                           | Задній                                                                             |
| КПП                                              | 6-ступінчаста, механічна (АКПП 7G-TRONIC))                                         |
| Передатні числа(механічна)                       | 4,46/ 2,61/ 1,72/ 1,25/ 1,00/ 0,84/ R 4,06                                         |
| Передатні числа(АКПП)                            | 4,38/ 2,86/ 1,92/ 1,37/ 1,00/ 0,82/ 0,73/ R1 3,42/ R2 2,23                         |
| Передатне число головної передачі                | 3,27                                                                               |
| Витрата палива                                   |                                                                                    |
| Місткість паливного бака (включаючи резерв), л   | 66/8                                                                               |
| Витрата палива в міському циклі, л/100км         | 13,3 (13,1)–13,5 (13,3                                                             |
| Витрата палива на магістралі, л/100км            | 6,7 (6,8)–6,9 (7,0)                                                                |
| Витрата палива у змішаному циклі, л/100км        | 9,1 (9,1)–9,3 (9,3)                                                                |
| Коефіцієнт аеродинамічного опору                 | 0,29                                                                               |
| Категорія викидів                                | EU4                                                                                |
| Шасі                                             |                                                                                    |
| Передня підвіска                                 | Трьохважільна                                                                      |
| Задня підвіска                                   | Багатоважільна                                                                     |
| Типи амортизаторів, передіні/задні               | Телескопічні, двосторонньої дії, із спіральними пружинами/із спіральними пружинами |
| Шини/диски передня вісь                          | 205/55 R 16 91 V                                                                   |
| Шини/диски задня вісь                            | 205/55 R 16 91 V                                                                   |
| Передні гальмівні механізми                      | Дискові, вентилюючі                                                                |
| Задні гальмівні механізми                        | Дискові                                                                            |
| Основні розміри, маси та ємкості                 |                                                                                    |
| Повна маса                                       | 2.025 (2.045)                                                                      |
| Маса автомобіля/Вантажопідйомність               | 1.540 (1.560)/485                                                                  |
| Максимальне навантаження на дах автомобіля, (кг) | 100                                                                                |
| Місткість багажного відділення, (л)              | 475                                                                                |
| Діаметр повороту, (м)                            | 10,84                                                                              |

### C 250 CDI BlueEFFICIENCY
| Mercedes-Benz C 250                              | Mercedes-Benz C 250                                                                |
| ------------------------------------------------ | ---------------------------------------------------------------------------------- |
| Двигун                                           |                                                                                    |
| Кількість циліндрів                              | 4                                                                                  |
| Розміщення циліндрів                             | R4                                                                                 |
| Робочий об'єм (см³)                              | 2.143                                                                              |
| Номінальна потужність (кВт [к.с.] при об/хв)     | 150 [204]/4.200                                                                    |
| Номінальний крутний момент (Нм при об/хв)        | 500/1.600–1.800                                                                    |
| Ступінь стиску                                   | 16,2 :1                                                                            |
| Розгін від 0 до 100 км/год                       | 7,6 (6,9)                                                                          |
| Максимальна швидкість, км/год                    | 240 (240)                                                                          |
| Трансмісія                                       |                                                                                    |
| Привід                                           | Задній                                                                             |
| КПП                                              | 6-ступінчаста, механічна та АКПП 7G-TRONIC                                         |
| Передатні числа(механічна)                       | 5,10/2,78/1,75/1,25/1,00/0,81/R 4,62                                               |
| Передатні числа(АКПП)                            | 3,60/2,19/1,41/1,00/0,83/R1 3,17/R2 1,933                                          |
| Передатне число головної передачі                | 2,47 (2,65)                                                                        |
| Витрата палива                                   |                                                                                    |
| Місткість паливного бака (включаючи резерв), л   | 66/8                                                                               |
| Витрата палива в міському циклі, л/100км         | 6,6–8,5                                                                            |
| Витрата палива на магістралі, л/100км            | 4,2–5,1                                                                            |
| Витрата палива у змішаному циклі, л/100км        | 5,1–6,4                                                                            |
| Коефіцієнт аеродинамічного опору                 | 0,29                                                                               |
| Категорія викидів                                | EURO5                                                                              |
| Шасі                                             |                                                                                    |
| Передня підвіска                                 | Трьохважільна                                                                      |
| Задня підвіска                                   | Багатоважільна                                                                     |
| Типи амортизаторів, передіні/задні               | Телескопічні, двосторонньої дії, із спіральними пружинами/із спіральними пружинами |
| Шини/диски передня вісь                          | 205/55 R 16 91 V                                                                   |
| Шини/диски задня вісь                            | 205/55 R 16 91 V                                                                   |
| Передні гальмівні механізми                      | Дискові, вентилюючі                                                                |
| Задні гальмівні механізми                        | Дискові                                                                            |
| Основні розміри, маси та ємкості                 |                                                                                    |
| Повна маса                                       | 2.130 (2.130)                                                                      |
| Маса автомобіля/Вантажопідйомність               | 1.645 (1.625)/485 (485)                                                            |
| Максимальне навантаження на дах автомобіля, (кг) | 100                                                                                |
| Місткість багажного відділення, (л)              | 475                                                                                |
| Діаметр повороту, (м)                            | 10,84                                                                              |

### C 250 CGI BlueEFFICIENCY
| Mercedes-Benz C 250 CGI BlueEFFICIENCY           | Mercedes-Benz C 250 CGI BlueEFFICIENCY                                             |
| ------------------------------------------------ | ---------------------------------------------------------------------------------- |
| Двигун                                           |                                                                                    |
| Кількість циліндрів                              | 4                                                                                  |
| Розміщення циліндрів                             | R4                                                                                 |
| Робочий об'єм (см³)                              | 1.796                                                                              |
| Номінальна потужність (кВт [к.с.] при об/хв)     | 150 [204]/5.500                                                                    |
| Номінальний крутний момент (Нм при об/хв)        | 310/2.000–4.300                                                                    |
| Ступінь стиску                                   | 9,3 : 1                                                                            |
| Розгін від 0 до 100 км/год                       | – (7,3)                                                                            |
| Максимальна швидкість, км/год                    | – (240)                                                                            |
| Трансмісія                                       |                                                                                    |
| Привід                                           | Задній                                                                             |
| КПП                                              | АКПП 5G-TRONIC                                                                     |
| Передатні числа(механічна)                       |                                                                                    |
| Передатні числа(АКПП)                            | 3,60/2,19/1,41/1,00/0,83/R1 3,17/R2 1,93                                           |
| Передатне число головної передачі                | 2,82                                                                               |
| Витрата палива                                   |                                                                                    |
| Місткість паливного бака (включаючи резерв), л   | 66/8                                                                               |
| Витрата палива в міському циклі, л/100км         |                                                                                    |
| Витрата палива на магістралі, л/100км            |                                                                                    |
| Витрата палива у змішаному циклі, л/100км        | – (7,2)                                                                            |
| Коефіцієнт аеродинамічного опору                 | 0,28                                                                               |
| Категорія викидів                                | EURO5                                                                              |
| Шасі                                             |                                                                                    |
| Передня підвіска                                 | Трьохважільна                                                                      |
| Задня підвіска                                   | Багатоважільна                                                                     |
| Типи амортизаторів, передіні/задні               | Телескопічні, двосторонньої дії, із спіральними пружинами/із спіральними пружинами |
| Шини/диски передня вісь                          | 205/55 R 16                                                                        |
| Шини/диски задня вісь                            | 205/55 R 16                                                                        |
| Передні гальмівні механізми                      | Дискові, вентилюючі                                                                |
| Задні гальмівні механізми                        | Дискові                                                                            |
| Основні розміри, маси та ємкості                 |                                                                                    |
| Повна маса                                       | – (2.015)                                                                          |
| Маса автомобіля/Вантажопідйомність               | – (1.530/485)                                                                      |
| Максимальне навантаження на дах автомобіля, (кг) | 100                                                                                |
| Місткість багажного відділення, (л)              | 475                                                                                |
| Діаметр повороту, (м)                            | 10,84                                                                              |

### С 280
| Mercedes-Benz C 280                              | Mercedes-Benz C 280                                                                |
| ------------------------------------------------ | ---------------------------------------------------------------------------------- |
| Двигун                                           |                                                                                    |
| Кількість циліндрів                              | 6                                                                                  |
| Розміщення циліндрів                             | V6                                                                                 |
| Робочий об'єм (см³)                              | 2.996                                                                              |
| Номінальна потужність (кВт [к.с.] при об/хв)     | 170 [231]/6.000                                                                    |
| Номінальний крутний момент (Нм при об/хв)        | 300/2.500–5.000                                                                    |
| Ступінь стиску                                   | 11,3:1                                                                             |
| Розгін від 0 до 100 км/год                       | 7,3 (7,2)                                                                          |
| Максимальна швидкість, км/год                    | 250 (246), обмежена електронікою                                                   |
| Трансмісія                                       |                                                                                    |
| Привід                                           | Задній                                                                             |
| КПП                                              | 6-ступінчаста, механічна (АКПП 7G-TRONIC))                                         |
| Передатні числа(механічна)                       | 4,46/ 2,61/ 1,72/ 1,25/ 1,00/ 0,84/ R 4,06                                         |
| Передатні числа(АКПП)                            | 4,38/ 2,86/ 1,92/ 1,37/ 1,00/ 0,82/ 0,73/ R1 3,42/ R2 2,23                         |
| Передатне число головної передачі                | 3,07                                                                               |
| Витрата палива                                   |                                                                                    |
| Місткість паливного бака (включаючи резерв), л   | 66/8                                                                               |
| Витрата палива в міському циклі, л/100км         | 13,4 (13,3)–13,6 (13,5)                                                            |
| Витрата палива на магістралі, л/100км            | 6,8 (6,9)–7,0 (7,1)                                                                |
| Витрата палива у змішаному циклі, л/100км        | 9,2 (9,2)–9,4 (9,4)                                                                |
| Коефіцієнт аеродинамічного опору                 | 0,29                                                                               |
| Категорія викидів                                | EURO4                                                                              |
| Шасі                                             |                                                                                    |
| Передня підвіска                                 | Чотирьохважільна                                                                   |
| Задня підвіска                                   | Багатоважільна                                                                     |
| Типи амортизаторів, передіні/задні               | Телескопічні, двосторонньої дії, із спіральними пружинами/із спіральними пружинами |
| Шини/диски передня вісь                          | 205/55 R 16 91 W                                                                   |
| Шини/диски задня вісь                            | 205/55 R 16 91 W                                                                   |
| Передні гальмівні механізми                      | Дискові, вентилюючі                                                                |
| Задні гальмівні механізми                        | Дискові                                                                            |
| Основні розміри, маси та ємкості                 |                                                                                    |
| Повна маса                                       | 2.040 (2.060)                                                                      |
| Маса автомобіля/Вантажопідйомність               | 1.555 (1.575)/485                                                                  |
| Максимальне навантаження на дах автомобіля, (кг) | 100                                                                                |
| Місткість багажного відділення, (л)              | 475                                                                                |
| Діаметр повороту, (м)                            | 10,84                                                                              |

### C 280 4matic
| Mercedes-Benz C 280                              | Mercedes-Benz C 280                                                                |
| ------------------------------------------------ | ---------------------------------------------------------------------------------- |
| Двигун                                           |                                                                                    |
| Кількість циліндрів                              | 6                                                                                  |
| Розміщення циліндрів                             | V6                                                                                 |
| Робочий об'єм (см³)                              | 2.996                                                                              |
| Номінальна потужність (кВт [к.с.] при об/хв)     | 170 [231]/6.000                                                                    |
| Номінальний крутний момент (Нм при об/хв)        | 300/2.500–5.000                                                                    |
| Ступінь стиску                                   | 11,3:1                                                                             |
| Розгін від 0 до 100 км/год                       |                                                                                    |
| Максимальна швидкість, км/год                    | – (246)                                                                            |
| Трансмісія                                       |                                                                                    |
| Привід                                           | Повний, з електронною системою керування тяговим зусиллям.                         |
| КПП                                              | АКПП 7G-TRONIC                                                                     |
| Передатні числа(механічна)                       |                                                                                    |
| Передатні числа(АКПП)                            | 4,38/ 2,86/ 1,92/ 1,37/ 1,00/ 0,82/ 0,73/ R1 3,42/ R2 2,23                         |
| Передатне число головної передачі                | 3,07                                                                               |
| Витрата палива                                   |                                                                                    |
| Місткість паливного бака (включаючи резерв), л   | 66/8                                                                               |
| Витрата палива в міському циклі, л/100км         | – (13,4–13,6)                                                                      |
| Витрата палива на магістралі, л/100км            | – (7,2–7,4)                                                                        |
| Витрата палива у змішаному циклі, л/100км        | – (9,4–9,6)                                                                        |
| Коефіцієнт аеродинамічного опору                 | 0,29                                                                               |
| Категорія викидів                                | EURO4                                                                              |
| Шасі                                             |                                                                                    |
| Передня підвіска                                 | Трьохважільна                                                                      |
| Задня підвіска                                   | Багатоважільна                                                                     |
| Типи амортизаторів, передіні/задні               | Телескопічні, двосторонньої дії, із спіральними пружинами/із спіральними пружинами |
| Шини/диски передня вісь                          | 205/55 R 16 91 W                                                                   |
| Шини/диски задня вісь                            | 205/55 R 16 91 W                                                                   |
| Передні гальмівні механізми                      | Дискові, вентилюючі                                                                |
| Задні гальмівні механізми                        | Дискові                                                                            |
| Основні розміри, маси та ємкості                 |                                                                                    |
| Повна маса                                       | – (2.120)                                                                          |
| Маса автомобіля/Вантажопідйомність               | – (1.635)/485                                                                      |
| Максимальне навантаження на дах автомобіля, (кг) | 100                                                                                |
| Місткість багажного відділення, (л)              | 475                                                                                |
| Діаметр повороту, (м)                            | 10,84                                                                              |

### С 300
| Mercedes-Benz C 300                              | Mercedes-Benz C 300                                                                |
| ------------------------------------------------ | ---------------------------------------------------------------------------------- |
| Двигун                                           |                                                                                    |
| Кількість циліндрів                              | 6                                                                                  |
| Розміщення циліндрів                             | V6                                                                                 |
| Робочий об'єм (см³)                              | 2.996                                                                              |
| Номінальна потужність (кВт [к.с.] при об/хв)     | 170 [231]/6.000                                                                    |
| Номінальний крутний момент (Нм при об/хв)        | 300/2.500–5.000                                                                    |
| Ступінь стиску                                   | 11,3:1                                                                             |
| Розгін від 0 до 100 км/год                       | 7,3 (7,2)                                                                          |
| Максимальна швидкість, км/год                    | 250, обмежена електронікою(246).                                                   |
| Трансмісія                                       |                                                                                    |
| Привід                                           | Задній                                                                             |
| КПП                                              | 6МКПП або АКПП 7G-TRONIC                                                           |
| Передатні числа(механічна)                       | 4,46/2,61/1,72/1,25/1,00/0,84/R 4,06                                               |
| Передатні числа(АКПП)                            | 4,38/2,86/1,92/1,37/1,00/0,82/0,73/R1 3,42/R2 2,23                                 |
| Передатне число головної передачі                | 3,07                                                                               |
| Витрата палива                                   |                                                                                    |
| Місткість паливного бака (включаючи резерв), л   | 66/8                                                                               |
| Витрата палива в міському циклі, л/100км         | 13,4 (13,3)–13,6 (13,5)                                                            |
| Витрата палива на магістралі, л/100км            | 6,8 (6,9)–7,0 (7,1                                                                 |
| Витрата палива у змішаному циклі, л/100км        | 9,2 (9,2)–9,4 (9,4)                                                                |
| Коефіцієнт аеродинамічного опору                 | 0,29                                                                               |
| Категорія викидів                                | EURO4                                                                              |
| Шасі                                             |                                                                                    |
| Передня підвіска                                 | Трьохважільна                                                                      |
| Задня підвіска                                   | Багатоважільна                                                                     |
| Типи амортизаторів, передіні/задні               | Телескопічні, двосторонньої дії, із спіральними пружинами/із спіральними пружинами |
| Шини/диски передня вісь                          | 205/55 R 16 91 W                                                                   |
| Шини/диски задня вісь                            | 205/55 R 16 91 W                                                                   |
| Передні гальмівні механізми                      | Дискові, вентилюючі                                                                |
| Задні гальмівні механізми                        | Дискові                                                                            |
| Основні розміри, маси та ємкості                 |                                                                                    |
| Повна маса                                       | 2.040 (2.040)                                                                      |
| Маса автомобіля/Вантажопідйомність               | 1.555 (1.575)/485 (485)                                                            |
| Максимальне навантаження на дах автомобіля, (кг) | 100                                                                                |
| Місткість багажного відділення, (л)              | 475                                                                                |
| Діаметр повороту, (м)                            | 10,84                                                                              |

### С 300 4matic
| Mercedes-Benz C 300 4matic                       | Mercedes-Benz C 300 4matic                                                         |
| ------------------------------------------------ | ---------------------------------------------------------------------------------- |
| Двигун                                           |                                                                                    |
| Кількість циліндрів                              | 6                                                                                  |
| Розміщення циліндрів                             | V6                                                                                 |
| Робочий об'єм (см³)                              | 2.996                                                                              |
| Номінальна потужність (кВт [к.с.] при об/хв)     | 170 [231]/6.000                                                                    |
| Номінальний крутний момент (Нм при об/хв)        | 300/2.500–5.000                                                                    |
| Ступінь стиску                                   | 11,3:1                                                                             |
| Розгін від 0 до 100 км/год                       | – (7,3)                                                                            |
| Максимальна швидкість, км/год                    | – (243)                                                                            |
| Трансмісія                                       |                                                                                    |
| Привід                                           | Повний, з електронною системою керування тяговим зусиллям.                         |
| КПП                                              | 6МКПП або АКПП 7G-TRONIC                                                           |
| Передатні числа(механічна)                       | 4,46/2,61/1,72/1,25/1,00/0,84/R 4,06                                               |
| Передатні числа(АКПП)                            | 4,38/2,86/1,92/1,37/1,00/0,82/0,73/R1 3,42/R2 2,23                                 |
| Передатне число головної передачі                | 3,07                                                                               |
| Витрата палива                                   |                                                                                    |
| Місткість паливного бака (включаючи резерв), л   | 66/8                                                                               |
| Витрата палива в міському циклі, л/100км         | – (13,4–13,6)                                                                      |
| Витрата палива на магістралі, л/100км            | – (7,2–7,4)                                                                        |
| Витрата палива у змішаному циклі, л/100км        | – (9,4–9,6)                                                                        |
| Коефіцієнт аеродинамічного опору                 | 0,28                                                                               |
| Категорія викидів                                | EURO4                                                                              |
| Шасі                                             |                                                                                    |
| Передня підвіска                                 | Трьохважільна                                                                      |
| Задня підвіска                                   | Багатоважільна                                                                     |
| Типи амортизаторів, передіні/задні               | Телескопічні, двосторонньої дії, із спіральними пружинами/із спіральними пружинами |
| Шини/диски передня вісь                          | 205/55 R 16 91 W                                                                   |
| Шини/диски задня вісь                            | 205/55 R 16 91 W                                                                   |
| Передні гальмівні механізми                      | Дискові, вентилюючі                                                                |
| Задні гальмівні механізми                        | Дискові                                                                            |
| Основні розміри, маси та ємкості                 |                                                                                    |
| Повна маса                                       | – (2.120)                                                                          |
| Маса автомобіля/Вантажопідйомність               | – (1.635/485)                                                                      |
| Максимальне навантаження на дах автомобіля, (кг) | 100                                                                                |
| Місткість багажного відділення, (л)              | 475                                                                                |
| Діаметр повороту, (м)                            | 10,84                                                                              |

### С 350
| Mercedes-Benz C 350                              | Mercedes-Benz C 350                                                                |
| ------------------------------------------------ | ---------------------------------------------------------------------------------- |
| Двигун                                           |                                                                                    |
| Кількість циліндрів                              | 6                                                                                  |
| Розміщення циліндрів                             | V6                                                                                 |
| Робочий об'єм (см³)                              | 3.498                                                                              |
| Номінальна потужність (кВт [к.с.] при об/хв)     | 200 [272]/6.000                                                                    |
| Номінальний крутний момент (Нм при об/хв)        | 300/2.500–5.000                                                                    |
| Ступінь стиску                                   | 10,7 : 1                                                                           |
| Розгін від 0 до 100 км/год                       | – (6,4)                                                                            |
| Максимальна швидкість, км/год                    |                                                                                    |
| Трансмісія                                       |                                                                                    |
| Привід                                           | Задній                                                                             |
| КПП                                              | АКПП 7G-TRONIC                                                                     |
| Передатні числа(механічна)                       |                                                                                    |
| Передатні числа(АКПП)                            | 4,38/ 2,86/ 1,92/ 1,37/ 1,00/ 0,82/ 0,73/ R1 3,42/ R2 2,23                         |
| Передатне число головної передачі                | 2,82                                                                               |
| Витрата палива                                   |                                                                                    |
| Місткість паливного бака (включаючи резерв), л   | 66/8                                                                               |
| Витрата палива в міському циклі, л/100км         | – (13,9–14,2)                                                                      |
| Витрата палива на магістралі, л/100км            | – (7,5–7,8)                                                                        |
| Витрата палива у змішаному циклі, л/100км        | – (9,7–10,0)                                                                       |
| Коефіцієнт аеродинамічного опору                 | 0,30                                                                               |
| Категорія викидів                                | EURO4                                                                              |
| Шасі                                             |                                                                                    |
| Передня підвіска                                 | Трьохважільна                                                                      |
| Задня підвіска                                   | Багатоважільна                                                                     |
| Типи амортизаторів, передіні/задні               | Телескопічні, двосторонньої дії, із спіральними пружинами/із спіральними пружинами |
| Шини/диски передня вісь                          | 205/55 R 16 91 W                                                                   |
| Шини/диски задня вісь                            | 205/55 R 16 91 W                                                                   |
| Передні гальмівні механізми                      | Дискові, вентилюючі                                                                |
| Задні гальмівні механізми                        | Дискові                                                                            |
| Основні розміри, маси та ємкості                 |                                                                                    |
| Повна маса                                       | – (2.095)                                                                          |
| Маса автомобіля/Вантажопідйомність               | – (1.610)/485                                                                      |
| Максимальне навантаження на дах автомобіля, (кг) | 100                                                                                |
| Місткість багажного відділення, (л)              | 475                                                                                |
| Діаметр повороту, (м)                            | 10,84                                                                              |

### C 350 4matic
| Mercedes-Benz C 350 4matic                       | Mercedes-Benz C 350 4matic                                                         |
| ------------------------------------------------ | ---------------------------------------------------------------------------------- |
| Двигун                                           |                                                                                    |
| Кількість циліндрів                              | 6                                                                                  |
| Розміщення циліндрів                             | V6                                                                                 |
| Робочий об'єм (см³)                              | 3.498                                                                              |
| Номінальна потужність (кВт [к.с.] при об/хв)     | 200 [272]/6.000                                                                    |
| Номінальний крутний момент (Нм при об/хв)        | 300/2.500–5.000                                                                    |
| Ступінь стиску                                   | 10,7 : 1                                                                           |
| Розгін від 0 до 100 км/год                       | – (6,4)                                                                            |
| Максимальна швидкість, км/год                    |                                                                                    |
| Трансмісія                                       |                                                                                    |
| Привід                                           | Повний, з електронною системою керування тяговим зусиллям                          |
| КПП                                              | АКПП 7G-TRONIC                                                                     |
| Передатні числа(механічна)                       |                                                                                    |
| Передатні числа(АКПП)                            | 4,38/ 2,86/ 1,92/ 1,37/ 1,00/ 0,82/ 0,73/ R1 3,42/ R2 2,23                         |
| Передатне число головної передачі                | 2,87                                                                               |
| Витрата палива                                   |                                                                                    |
| Місткість паливного бака (включаючи резерв), л   | 66/8                                                                               |
| Витрата палива в міському циклі, л/100км         | – (14,5)                                                                           |
| Витрата палива на магістралі, л/100км            | – (7,5)                                                                            |
| Витрата палива у змішаному циклі, л/100км        | – (10,0)                                                                           |
| Коефіцієнт аеродинамічного опору                 | 0,30                                                                               |
| Категорія викидів                                | EURO4                                                                              |
| Шасі                                             |                                                                                    |
| Передня підвіска                                 | Трьохважільна                                                                      |
| Задня підвіска                                   | Багатоважільна                                                                     |
| Типи амортизаторів, передіні/задні               | Телескопічні, двосторонньої дії, із спіральними пружинами/із спіральними пружинами |
| Шини/диски передня вісь                          | 205/55 R 16 91 W                                                                   |
| Шини/диски задня вісь                            | 205/55 R 16 91 W                                                                   |
| Передні гальмівні механізми                      | Дискові, вентилюючі                                                                |
| Задні гальмівні механізми                        | Дискові                                                                            |
| Основні розміри, маси та ємкості                 |                                                                                    |
| Повна маса                                       | – (2.115)                                                                          |
| Маса автомобіля/Вантажопідйомність               | – (1.670)/485                                                                      |
| Максимальне навантаження на дах автомобіля, (кг) | 100                                                                                |
| Місткість багажного відділення, (л)              | 475                                                                                |
| Діаметр повороту, (м)                            | 10,84                                                                              |

### С 350 CDI
| Mercedes-Benz C 350 CDI                          | Mercedes-Benz C 350 CDI                                                            |
| ------------------------------------------------ | ---------------------------------------------------------------------------------- |
| Двигун                                           |                                                                                    |
| Кількість циліндрів                              | 6                                                                                  |
| Розміщення циліндрів                             | V6                                                                                 |
| Робочий об'єм (см³)                              | 2.987                                                                              |
| Номінальна потужність (кВт [к.с.] при об/хв)     | 165 [224]/3.800                                                                    |
| Номінальний крутний момент (Нм при об/хв)        | 510/1.600–2.800                                                                    |
| Ступінь стиску                                   | 17,7 : 1                                                                           |
| Розгін від 0 до 100 км/год                       | 7,7 (6,9)                                                                          |
| Максимальна швидкість, км/год                    | 250, обмежена електронікою(250).                                                   |
| Трансмісія                                       |                                                                                    |
| Привід                                           | Задній                                                                             |
| КПП                                              | 6МКПП або АКПП 7G-TRONIC                                                           |
| Передатні числа(механічна)                       | 5,10/2,78/1,75/1,25/1,00/0,81/R 4,62                                               |
| Передатні числа(АКПП)                            | 4,38/2,86/1,92/1,37/1,00/0,82/0,73/R1 3,42/R2 2,23                                 |
| Передатне число головної передачі                | 2,47                                                                               |
| Витрата палива                                   |                                                                                    |
| Місткість паливного бака (включаючи резерв), л   | 66/8                                                                               |
| Витрата палива в міському циклі, л/100км         | 9,2 (10,0)–9,5 (10,3)                                                              |
| Витрата палива на магістралі, л/100км            | 5,5 (5,9)–5,8 (6,2)                                                                |
| Витрата палива у змішаному циклі, л/100км        | 6,9 (7,3)–7,2 (7,6)                                                                |
| Коефіцієнт аеродинамічного опору                 | 0,29                                                                               |
| Категорія викидів                                | EURO4                                                                              |
| Шасі                                             |                                                                                    |
| Передня підвіска                                 | Трьохважільна                                                                      |
| Задня підвіска                                   | Багатоважільна                                                                     |
| Типи амортизаторів, передіні/задні               | Телескопічні, двосторонньої дії, із спіральними пружинами/із спіральними пружинами |
| Шини/диски передня вісь                          | 205/55 R 16 91 W                                                                   |
| Шини/диски задня вісь                            | 205/55 R 16 91 W                                                                   |
| Передні гальмівні механізми                      | Дискові, вентилюючі                                                                |
| Задні гальмівні механізми                        | Дискові                                                                            |
| Основні розміри, маси та ємкості                 |                                                                                    |
| Повна маса                                       | 2.185 (2.185)                                                                      |
| Маса автомобіля/Вантажопідйомність               | 1.700 (1.700)/485 (485)                                                            |
| Максимальне навантаження на дах автомобіля, (кг) | 100                                                                                |
| Місткість багажного відділення, (л)              | 475                                                                                |
| Діаметр повороту, (м)                            | 10,84                                                                              |

### C 350 CDI 4matic
| Mercedes-Benz C 350 CDI 4matic                   | Mercedes-Benz C 350 CDI 4matic                                                     |
| ------------------------------------------------ | ---------------------------------------------------------------------------------- |
| Двигун                                           |                                                                                    |
| Кількість циліндрів                              | 6                                                                                  |
| Розміщення циліндрів                             | V6                                                                                 |
| Робочий об'єм (см³)                              | 2.987                                                                              |
| Номінальна потужність (кВт [к.с.] при об/хв)     | 165 [224]/3.800                                                                    |
| Номінальний крутний момент (Нм при об/хв)        | 510/1.600–2.800                                                                    |
| Ступінь стиску                                   | 17,7 : 1                                                                           |
| Розгін від 0 до 100 км/год                       | 7,7 (6,9)                                                                          |
| Максимальна швидкість, км/год                    | 250(250).                                                                          |
| Трансмісія                                       |                                                                                    |
| Привід                                           | Повний                                                                             |
| КПП                                              | 6МКПП або АКПП 7G-TRONIC                                                           |
| Передатні числа(механічна)                       | 5,10/2,78/1,75/1,25/1,00/0,81/R 4,62                                               |
| Передатні числа(АКПП)                            | 4,38/ 2,86/ 1,92/ 1,37/ 1,00/ 0,82/ 0,73/ R1 3,42/ R2 2,23                         |
| Передатне число головної передачі                | 2,47                                                                               |
| Витрата палива                                   |                                                                                    |
| Місткість паливного бака (включаючи резерв), л   | 66/8                                                                               |
| Витрата палива в міському циклі, л/100км         | 9,2 (10,0)–9,5 (10,3)                                                              |
| Витрата палива на магістралі, л/100км            | 5,5 (5,9)–5,8 (6,2                                                                 |
| Витрата палива у змішаному циклі, л/100км        | 6,9 (7,3)–7,2 (7,6)                                                                |
| Коефіцієнт аеродинамічного опору                 | 0,28                                                                               |
| Категорія викидів                                | EURO4                                                                              |
| Шасі                                             |                                                                                    |
| Передня підвіска                                 | Трьохважільна                                                                      |
| Задня підвіска                                   | Багатоважільна                                                                     |
| Типи амортизаторів, передіні/задні               | Телескопічні, двосторонньої дії, із спіральними пружинами/із спіральними пружинами |
| Шини/диски передня вісь                          | 205/55 R 16 91 W                                                                   |
| Шини/диски задня вісь                            | 205/55 R 16 91 W                                                                   |
| Передні гальмівні механізми                      | Дискові, вентилюючі                                                                |
| Задні гальмівні механізми                        | Дискові                                                                            |
| Основні розміри, маси та ємкості                 |                                                                                    |
| Повна маса                                       | 2.185 (2.185)                                                                      |
| Маса автомобіля/Вантажопідйомність               | 1.700 (1.700)/485 (485)                                                            |
| Максимальне навантаження на дах автомобіля, (кг) | 100                                                                                |
| Місткість багажного відділення, (л)              | 475                                                                                |
| Діаметр повороту, (м)                            | 10,84                                                                              |

### C 350 CGI BlueEFFICIENCY
| Mercedes-Benz C 350 CGI BlueEFFICIENCY           | Mercedes-Benz C 350 CGI BlueEFFICIENCY                                             |
| ------------------------------------------------ | ---------------------------------------------------------------------------------- |
| Двигун                                           |                                                                                    |
| Кількість циліндрів                              | 6                                                                                  |
| Розміщення циліндрів                             | V6                                                                                 |
| Робочий об'єм (см³)                              | 2.987                                                                              |
| Номінальна потужність (кВт [к.с.] при об/хв)     | 165 [224]/3.800                                                                    |
| Номінальний крутний момент (Нм при об/хв)        | 510/1.600–2.800                                                                    |
| Ступінь стиску                                   | 17,7 : 1                                                                           |
| Розгін від 0 до 100 км/год                       | 6,9                                                                                |
| Максимальна швидкість, км/год                    | 250                                                                                |
| Трансмісія                                       |                                                                                    |
| Привід                                           | Задній                                                                             |
| КПП                                              | АКПП 7G-TRONIC                                                                     |
| Передатні числа(АКПП)                            | 4,38/2,86/1,92/1,37/1,00/0,82/0,73/R1 3,42/R2 2,23                                 |
| Передатне число головної передачі                | 2,82                                                                               |
| Витрата палива                                   |                                                                                    |
| Місткість паливного бака (включаючи резерв), л   | 66/8                                                                               |
| Витрата палива в міському циклі, л/100км         | 12,0–12,6                                                                          |
| Витрата палива на магістралі, л/100км            | 6,1–6,7                                                                            |
| Витрата палива у змішаному циклі, л/100км        | 8,3–8,9                                                                            |
| Коефіцієнт аеродинамічного опору                 | 0,28                                                                               |
| Категорія викидів                                | EURO4                                                                              |
| Шасі                                             |                                                                                    |
| Передня підвіска                                 | Трьохважільна                                                                      |
| Задня підвіска                                   | Багатоважільна                                                                     |
| Типи амортизаторів, передіні/задні               | Телескопічні, двосторонньої дії, із спіральними пружинами/із спіральними пружинами |
| Шини/диски передня вісь                          | 205/55 R 16 91 W                                                                   |
| Шини/диски задня вісь                            | 205/55 R 16 91 W                                                                   |
| Передні гальмівні механізми                      | Дискові, вентилюючі                                                                |
| Задні гальмівні механізми                        | Дискові                                                                            |
| Основні розміри, маси та ємкості                 |                                                                                    |
| Повна маса                                       | 2.100                                                                              |
| Маса автомобіля/Вантажопідйомність               | 1.615/485                                                                          |
| Максимальне навантаження на дах автомобіля, (кг) | 100                                                                                |
| Місткість багажного відділення, (л)              | 475                                                                                |
| Діаметр повороту, (м)                            | 10,84                                                                              |

### С 63 AMG
| Mercedes-Benz C 63 AMG M156                      | Mercedes-Benz C 63 AMG M156                                                        |
| ------------------------------------------------ | ---------------------------------------------------------------------------------- |
| Двигун                                           |                                                                                    |
| Кількість циліндрів                              | 8                                                                                  |
| Розміщення циліндрів                             | V8                                                                                 |
| Робочий об'єм (см³)                              | 6.208                                                                              |
| Номінальна потужність (кВт [к.с.] при об/хв)     | 336 [457]/6.800                                                                    |
| Номінальний крутний момент (Нм при об/хв)        | 600/5.000                                                                          |
| Ступінь стиску                                   | 11,3:1                                                                             |
| Розгін від 0 до 100 км/год                       | 4.5                                                                                |
| Максимальна швидкість, км/год                    | 250 обмежена електронікою.                                                         |
| Трансмісія                                       |                                                                                    |
| Привід                                           | Задній                                                                             |
| КПП                                              | АКПП AMG SPEEDSHIFT 7G-TRONIC                                                      |
| Передатні числа АКПП                             | 4,38/ 2,86/ 1,92/ 1,37/ 1,00/ 0,82/ 0,73/R1 3,42/R2 2,23                           |
| Передатне число головної передачі                | 2,82                                                                               |
| Витрата палива                                   |                                                                                    |
| Місткість паливного бака (включаючи резерв), л   | 66/8                                                                               |
| Витрата палива в міському циклі, л/100км         | 20,9                                                                               |
| Витрата палива на магістралі, л/100км            | 9,2                                                                                |
| Витрата палива у змішаному циклі, л/100км        | 13,4                                                                               |
| Коефіцієнт аеродинамічного опору                 | 0,32                                                                               |
| Категорія викидів                                | EURO4                                                                              |
| Шасі                                             |                                                                                    |
| Передня підвіска                                 | Трьохважільна                                                                      |
| Задня підвіска                                   | Багатоважільна                                                                     |
| Типи амортизаторів, передіні/задні               | Телескопічні, двосторонньої дії, із спіральними пружинами/із спіральними пружинами |
| Шини/диски передня вісь                          | 235/40 R 18                                                                        |
| Шини/диски задня вісь                            | 235/40 R 18                                                                        |
| Передні гальмівні механізми                      | Дискові, вентилюючі                                                                |
| Задні гальмівні механізми                        | Дискові                                                                            |
| Основні розміри, маси та ємкості                 |                                                                                    |
| Повна маса                                       | 2.170                                                                              |
| Маса автомобіля/Вантажопідйомність               | 1.730/440                                                                          |
| Максимальне навантаження на дах автомобіля, (кг) | 100                                                                                |
| Місткість багажного відділення, (л)              | 475                                                                                |
| Діаметр повороту, (м)                            | 10,84                                                                              |